# Cristian Binda
Cristian Binda (Erba, 24 settembre 1977) è un artista marziale misto italiano.
Combatte nella categoria dei pesi mosca per l'organizzazione Venator Fighting Championship.

## Stile di combattimento
Le sue principali doti tecniche sono lo striking e il wrestling, anche se è un lottatore molto equilibrato in tutte le varie fasi del combattimento; predilige le tecniche di percussione, soprattutto il sinistro, a cui unisce aggressività e un'ottima resistenza.

## Carriera
In passato ha militato in diverse promozioni di livello nazionale e internazionale come la Cage Rage, la Ultimate Warrior Challenge e la Cage Warriors. Tra i suoi avversari più noti si annoverano l'inglese Brad Pickett, veterano della UFC, e il campione giapponese Masakazu Imanari, con il quale ha combattuto nel super fight della serie televisiva italiana sulle MMA Venator-FC Guerrieri Italiani.
Comincia la sua esperienza nelle arti marziali praticando Kickboxing per poi passare alla lotta e successivamente al pugilato, creando così le basi per l'avventura nelle MMA professionistiche; si definisce un autodidatta di questa disciplina perché preferisce imparare da tutti i compagni di allenamento che incontra senza avvalersi di nessun maestro fisso.
Il 21 maggio 2016 diventa campione di categoria nella Venator.

### Risultati nelle arti marziali miste
| Risultato | Record | Avversario             | Metodo                           | Evento                                            | Data              | Round | Tempo | Città                        | Note                                       |
| --------- | ------ | ---------------------- | -------------------------------- | ------------------------------------------------- | ----------------- | ----- | ----- | ---------------------------- | ------------------------------------------ |
| Vittoria  | 11-9   | Davide Baneschi        | Decisione (unanime)              | Venator-FC 3 - Palhares vs. Meek                  | 21 maggio 2016    | 3     | 5:00  | Sesto San Giovanni, Italia   | Vince il Venator Bantamweight Championship |
| Vittoria  | 10-9   | Levan Shaishmelashvili | Decisione (unanime)              | Venator-FC 2 Schiavolin vs. Barnatt               | 12 Dicembre 2015  | 3     | 5:00  | Rimini, Italia               |                                            |
| Sconfitta | 9-9    | Masakazu Imanari       | Sottomissione (Armbar)           | Venator-FC 1 Guerrieri Italiani Finals            | 30 maggio 2015    | 1     | 2:33  | Bologna, Italia              |                                            |
| Vittoria  | 9-8    | Ciro Ruotolo           | KO tecnico (Gomitate)            | MITC - Milano in the cage 4                       | 3 maggio 2014     | 3     | 2:30  | Milano, Italia               |                                            |
| Vittoria  | 8-8    | Giorgio Belsanti       | Sottomissione (Kimura)           | Giorgio Belsanti                                  | 18 maggio 2013    | 1     | 3:39  | Seregno, Italia              |                                            |
| Sconfitta | 7-8    | Autun Racic            | Sottomissione (heel hook)        | House of Gladiators                               | 12 Dicembre 2012  | 1     | 4:11  | Ragusa, Croazia              |                                            |
| Vittoria  | 7-7    | Massimo Rizzoli        | Sottomissione (rear naked choke) | RDC 16-Binda vs Rizzoli                           | 12 Dicembre 2012  | 1     | 2:51  | Livorno, Italia              |                                            |
| Sconfitta | 6-7    | Matteus Lahdesmaki     | Sottomissione (Kneebar)          | House of Gladiators                               | 7 Maggio 2011     | 2     | 00:00 | Milano, Italia               |                                            |
| Vittoria  | 6-6    | Autun Racic            | Sottomissione (rear naked choke) | XC-1 - Xtreme MMA Championship 2                  | 9 Maggio 2010     | 2     | N/A   | Roma, Italia                 |                                            |
| Vittoria  | 5-6    | Elton Chavez           | KO tecnico (pugni)               | Panama Fight League - Ultimate Combat Challenge 1 | 17 Ottobre 2009   | 1     | N/A   | Panama, Panama               |                                            |
| Sconfitta | 4-6    | Marcelo Costa          | Decisione (unanime)              | SHC 1 - Angels or Demons                          | 26 Settembre 2009 | 3     | 05:00 | Ginevra, Svizzera            |                                            |
| Sconfitta | 4-5    | Danny Batten           | Sottomissione (armbar)           | UWC 8 - Vendetta                                  | 8 Novembre 2008   | 2     | 01:45 | Southend-on-Sea, Inghilterra |                                            |
| Sconfitta | 4-4    | Brad Pickett           | Sottomissione (ghigliottina)     | UWC 8 - Vendetta                                  | 12 Luglio 2008    | 2     | 02:52 | Londra, Inghilterra          |                                            |
| Vittoria  | 4-3    | Philly San             | KO tecnico (Pugni)               | UWC 6 - Ultimate Warrior Challenge 6              | 1 Marzo 2008      | 2     | 02:45 | Essex, Inghilterra           |                                            |
| Sconfitta | 3-3    | Paul McVeigh           | KO tecnico (Pugni)               | CW 7 - Scotland The Brave                         | 4 Agosto 2007     | 1     | 02:23 | Glasgow, Scozia              |                                            |
| Sconfitta | 3-2    | Dean Jones             | Sottomissione (Kimura)           | UWC 4 - Ultimate Warrior Challenge 4              | 1 Marzo 2008      | 3     | 01:27 | Londra, Inghilterra          |                                            |
| Sconfitta | 3-1    | Steve Tetley           | KO tecnico (Pugni)               | CWFC - Enter The Rough House 2                    | 28 Aprile 2007    | 2     | 00:57 | Nottinghamshire, Inghilterra |                                            |
| Vittoria  | 3-0    | Jordy Peute            | Decisione (unanime)              | NGT 2 - New Generation Tournament 2               | 25 Marzo 2007     | 2     | 05:00 | Milano, Italia               |                                            |
| Vittoria  | 2-0    | Nayeb Hezam            | KO tecnico                       | UWC 2 - Ultimate Warrior Challenge 2              | 4 Nov 2006        | 1     | 00:21 | CentreSouthend, Inghilterra  |                                            |
| Vittoria  | 1-0    | Davide De Napoli       | KO tecnico (Pugni)               | NGT 1 - New Generation Tournament 1               | 20 Maggio 2006    | 2     | 01:59 | Monza, Italia                |                                            |

### Titoli e riconoscimenti
- Vincitore del titolo del circuito italiano BTF (2014)
- Venator FC Bantamweight Championship (1)